# Henri Le Boiteux
Henri Le Boiteux est un physicien français, élève puis professeur à l'ESPCI, né le 3 juin 1901 à Nanterre et mort le 6 mai 1993 à Paris. Il ne faut pas le confondre avec un autre physicien, normalien, nommé Henri Boiteux (1921-2013).

## Biographie
Il est sorti diplômé de l'ESPCI en 1923 (39e promotion). Il a été professeur de résistance des matériaux et de mécanique physique des milieux fluides à l'ESPCI et directeur scientifique à l'ONERA. 
Il a publié seul ou en collaboration avec Robert Boussard des ouvrages de physique ainsi que des traductions d'ouvrages scientifiques anglais. Il a publié un hommage à Paul Langevin lors du 100e anniversaire de sa naissance.

## Publications
- Élasticité et photoélasticimétrie, avec Robert Boussard, préface de Paul Langevin, Paris, Hermann, 1940.
- Mécanique physique: La mécanique des solides réels, cours professé à l'ESPCI, préface de Maurice Roy, Paris, Béranger, 1960.
- Mécanique physique 2: Mécanique physique des milieux fluides, cours professé à l'ESPCI, préface de Maurice Roy, Paris, Béranger, 1961.
- La fatigue dans les matériaux, aspects physiques et mécaniques, préface de Maurice Roy, Paris, Ediscience, 1973.

## Traductions
- Résistance des matériaux, 2 tomes, traduction de l'ouvrage de William A. Nash, avec Robert Boussard, Paris, McGraw-Hill , 1974-1975.
- Élasticité à l'usage des ingénieurs et des physiciens, traduction de l'ouvrage de Donald Stephen Dugdale et Carlos Ruiz, avec Robert Boussard,  Édiscience, 1972.